# グッドナイト・ムーン
『グッドナイト・ムーン』（原題: Stepmom）は、1998年のアメリカ映画。 原題になっている「Stepmom」とは「継母、義母」という意味の英語。

## ストーリー
イザベルはニューヨークで活躍している女性カメラマン。ある日、弁護士のルークと出会い、恋に落ちた彼女は、彼と同棲することになる。だが、彼には前妻ジャッキーとの間に二人の子供がいた。子供たちに気に入ってもらおうと奮闘するイザベルだったが、ジャッキーになついている子供たちの気持ちはなかなか変わらなかった。しかし、ジャッキーの身にあることが起こったために、彼女たちの運命は大きく変わろうとしていた。

## キャスト
※括弧内は日本語吹替
- イザベル・ケリー - ジュリア・ロバーツ（土井美加）
- ジャッキー・ハリソン - スーザン・サランドン（寺田路恵）
- ルーク・ハリソン - エド・ハリス（佐古正人）
- アンナ・ハリソン - ジェナ・マローン（岡村明美）
- ベン・ハリソン - リアム・エイケン（矢島晶子）
- スウェイカート医師 - リン・ウィットフィールド（竹村叔子）
- ダンカン・サミュエルズ - ダレル・ラーソン（森田順平）

## スタッフ
- 監督：クリス・コロンバス
- 製作：ウェンディ・フィネルマン、マーク・ラドクリフ、マイケル・バーナサン
- 脚本：ジジ・レヴァンジー、ジェシー・ネルソン、スティーヴン・ロジャース、カレン・リー・ホプキンス、ロン・バス
- 撮影：ドナルド・M・マカルパイン
- 音楽：ジョン・ウィリアムズ